# ولاية بنزرت
ولاية بنزرت هي إحدى ولايات الجمهورية التونسية الأربع والعشرين. وتقع شمالي البلاد وتبلغ مساحتها 3.685 كم² ويقطنها حوالي 568.219 ألف نسمة حسب احصائيات 2014. يقع مقر الولاية في مدينة بنزرت. ومن المدن والقرى التابعة لها : رأس الجبل، الماتلين، أوتيك، عوسجة، غار الملح، ماطر، منزل بورقيبة، منزل جميل، منزل عبد الرحمان، رفراف، جومين، غزالة، العالية، جرزونة، تينجة، سجنان.

## المعالم
من أهم معالم الولاية:
- محمية إشكل
- الجسر المتحرك
- المنطقة الأثرية بأوتيك
- الحصن الإسباني بمدينة بنزرت
- الحصن الأثري بغار الملح

## جغرافيا
يبعد مركز الولاية عن العاصمة 64 كلم، وتعد منطقة رأس إنجلة التابعة لولاية بنزرت أعلى نقطة في شمال القارة الإفريقية منذ عام 2014. يحدها البحر الأبيض المتوسط بالشمال (250 كلم), ولاية باجة بالجنوب الغربي، و ولاية أريانة وولاية منوبة بالجنوب الشرقي. مناخها معتدل ورطب و متوسط الحرارة فيها 22,8 درجة مائوية.

## التوزع السكاني
| المعتمدية                      | عدد السكان (2004) |
| ------------------------------ | ----------------- |
| بنزرت الشمالية                 | 75٬234            |
| بنزرت الجنوبية                 | 45٬227            |
| العالية                        | 24٬539            |
| غار الملح                      | 18٬525            |
| غزالة                          | 27٬799            |
| جومين                          | 35٬213            |
| ماطر                           | 47٬562            |
| منزل بورقيبة                   | 54٬804            |
| منزل جميل                      | 39٬691            |
| رأس الجبل                      | 51٬240            |
| سجنان                          | 42٬156            |
| تينجة                          | 19٬444            |
| أوتيك                          | 18٬266            |
| جرزونة                         | 24٬428            |
| المصدر : المعهد الوطني للإحصاء |                   |

## الاقتصاد
الأنشطة الاقتصادية بالمنطقة ترتكز أساسا على الأنشطة الزراعية، الصناعية والصيد البحري. في المنطقة توجد 368 مؤسسة صناعية تشغل حوالي 50٬000 شخص، من بينها 248 مؤسسة توجّه إنتاجها بالكامل نحو التصدير. هذه المؤسسات تركّز نشاطها أساسا نحو قطاعات النسيج، الجلود والأحذية، الأغذية, الميكانيك والإلكترونيك.
في النشاط الزراعي تساهم الولاية بقرابة 40 % من ناتج البلاد من الخضروات. إنتاج اللحوم الحمراء يمثل 15 % من الناتج الوطني وإنتاج الحليب 18,4 % من الناتج الوطني.
مع 250 كلم من السواحل، ثلاث بحيرات طبيعية، خمسة موانئ للصيد البحري (سيدي مشرق، بنزرت, منزل عبد الرحمان، رأس زبيب وغار الملح), تعتبر المنطقة من أغنى مناطق الصيد البحري بتونس: الأسطول البحري يتركب من 1403 وحدة منها 582 قارب مزود بمحرك, 745 قارب بالمجداف, 49 وحدة للصيد بالنار و 26 وحدة للصيد في المياه العميقة.
من بين 529٬400 ساكن، نجد 181٬033 شخص ينشط في المجال الزراعي والصيد البحري (24,6 % ), الصناعة (25,3 %) و الخدمات (19,8 %) .

## الرياضة
ينشط في ولاية بنزرت العديد من الأندية الرياضية أبرزها النادي الرياضي البنزرتي الذي ينشط في الرابطة التونسية المحترفة الأولى لكرة القدم ويتمرن في ملعب 15 أكتوبر ويتسع لعشرين ألف متفرج. كما ينشط في الولاية أيضا:
- الملعب الإفريقي بمنزل بورڨيبة
- العالية الرياضية
- السهم الرياضي برأس الجبل
- النادي الأهلي الماطري
- تينجة الرياضية
- ستير جرزونة
- المعالي الرياضي بسجنان

## من أعلام الولاية
- الجيلاني السعدي
- حسان بلخوجة
- مالك الجزيري
- سيف الدين الأديب

## معرض صور

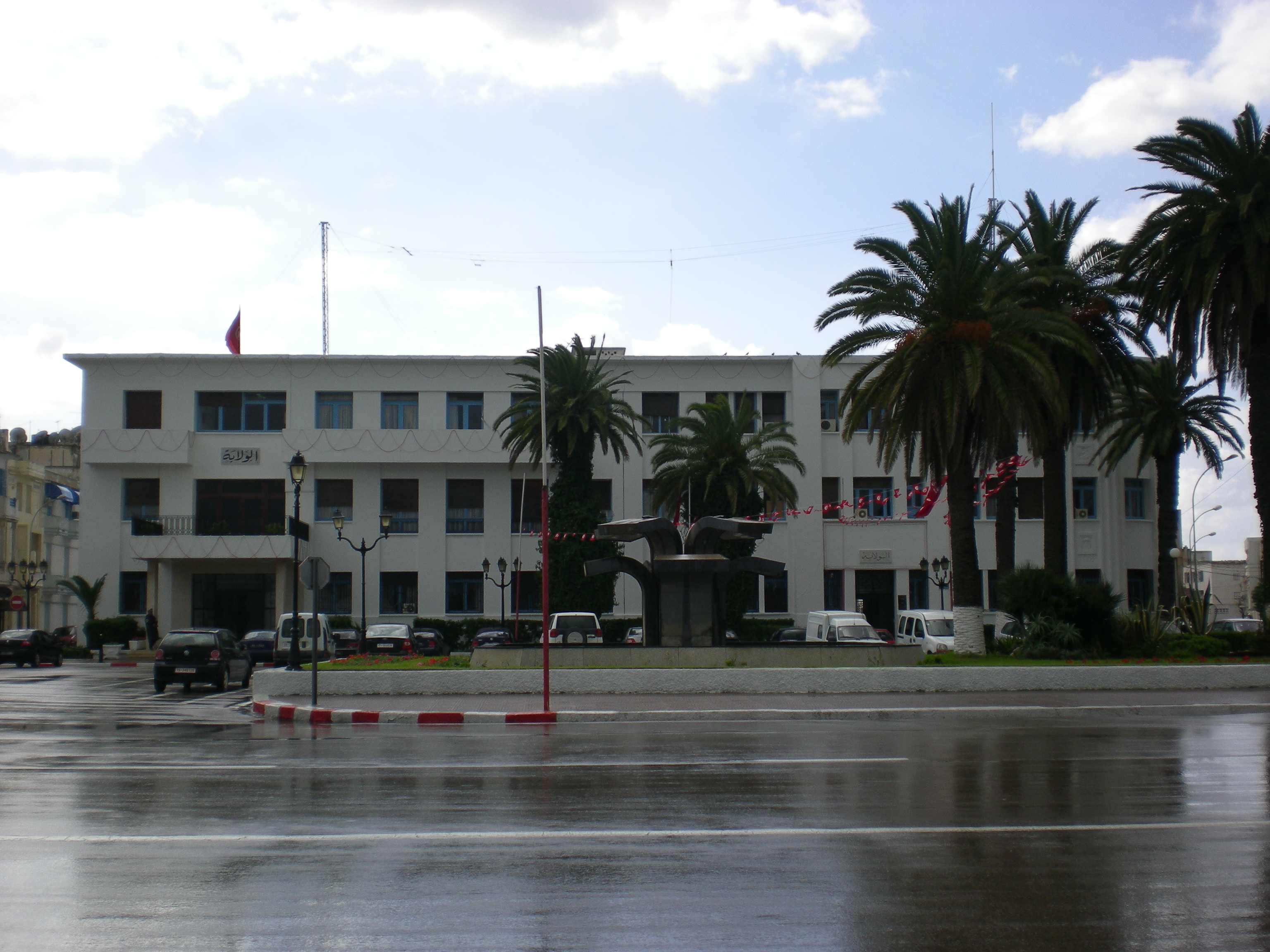
مقر ولاية بنزررت
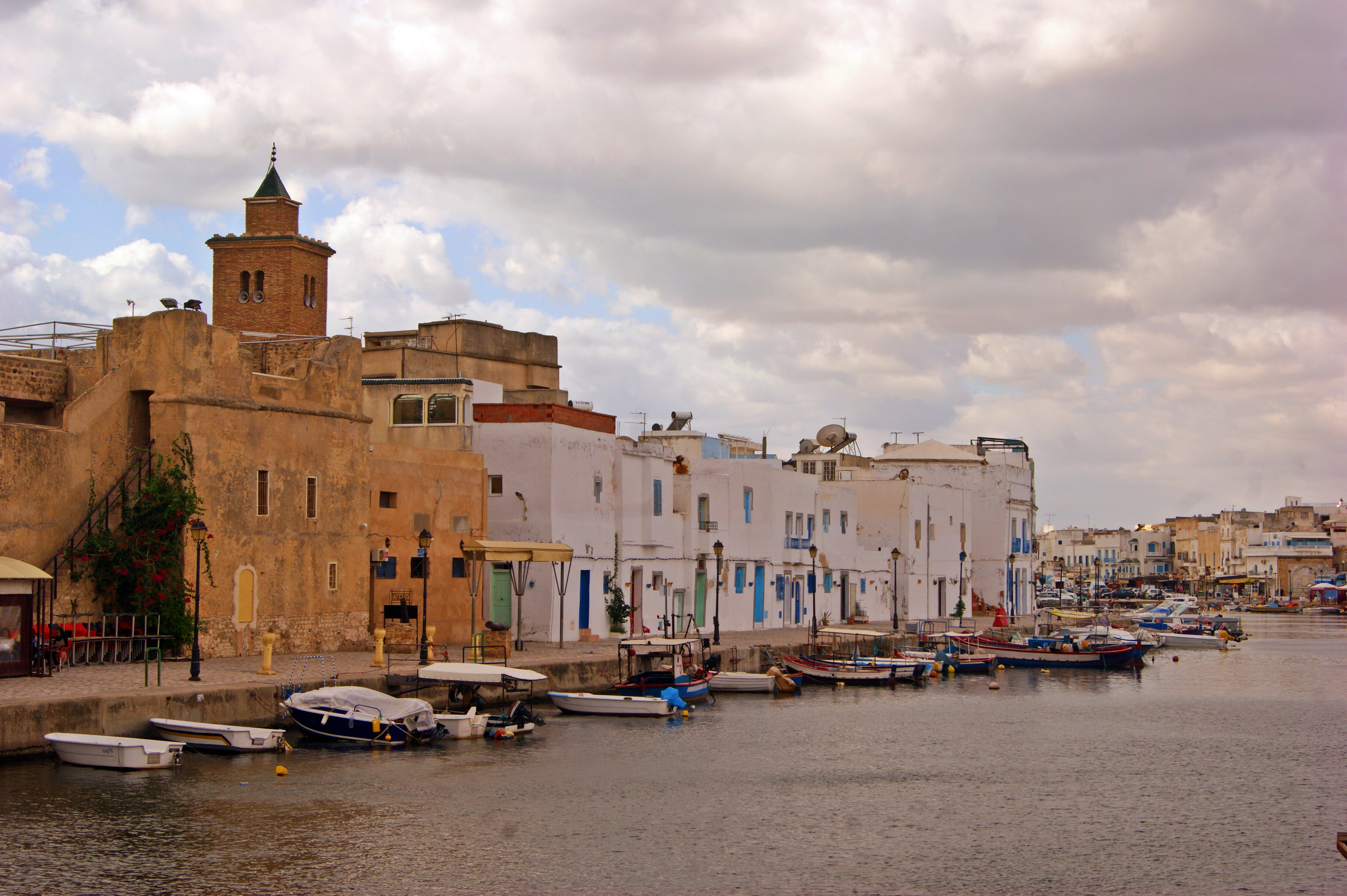
قصيبة بنزرت